# Charlotte Landau-Mühsam

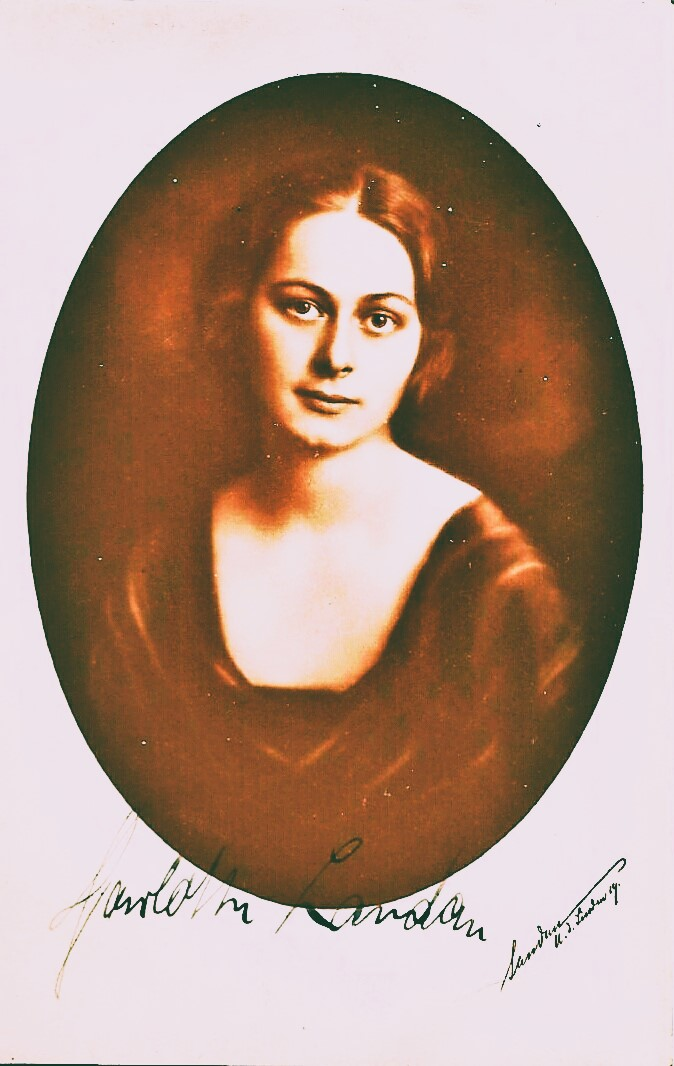
Charlotte Landau (1915)

Charlotte Landau-Mühsam, geb. Mühsam (* 20. September 1881 in Lübeck; † 1972 in Haifa) war eine deutsche Frauenrechtlerin und Bürgerschaftsabgeordnete in Lübeck, bevor sie 1933 nach Haifa emigrierte.

## Leben
Charlotte Mühsam war eine Tochter des Lübecker Apothekers und Bürgerschaftsabgeordneten Siegfried Mühsam und seiner Frau Rosalie, geb. Cohn. Hans Mühsam und Erich Mühsam waren ihre Brüder.
Sie besuchte die Ernestinenschule bis zum Abitur. 1903 lernte sie den Rechtsanwalt Leo Landau kennen und heiratete ihn im Dezember 1908. Sie wurde Mutter von Gustav (1909–2004, Bauingenieur), Hans Theodor (1912–2005, Klassischer Philologe sowie Archäologe) und Eva (1914–2009, Lehrerin, ⚭ Joel). 1911 kauften sie ein Haus in der Moislinger Allee 20 und zogen 1928 in die Kronsforder Allee Nr. 10 in der Vorstadt Lübeck-St. Jürgen.  
Schon bald nach deren Gründung trat sie in die Deutsche Demokratische Partei ein und war von 1919 bis 1921 Abgeordnete der Lübecker Bürgerschaft. Sie war eine der ersten weiblichen Abgeordneten und das einzige jüdische Mitglied der Bürgerschaft in dieser Wahlperiode. Bis 1933 gehörte sie dem Ausschuss für das Gesundheitsamt an.
Als langjähriges Mitglied des Jüdischen Frauenbundes half sie bei der Gründung eines seiner Heime in Wyk auf Föhr.
Nach der Machtergreifung der Nationalsozialisten am 30. Januar 1933 wurde für die Familie die Atmosphäre unerträglich. Sie begann ihre Emigration vorzubereiten und entrichtete die Reichsfluchtsteuer. Vom 4. bis 17. April reisten Charlotte Landau-Mühsam und ihr Mann mit Hans, Eva und Leo Landaus Mutter nach Haifa. Gustav folgte wegen seines Examens erst im Oktober mit seiner Braut.

## Erinnerung

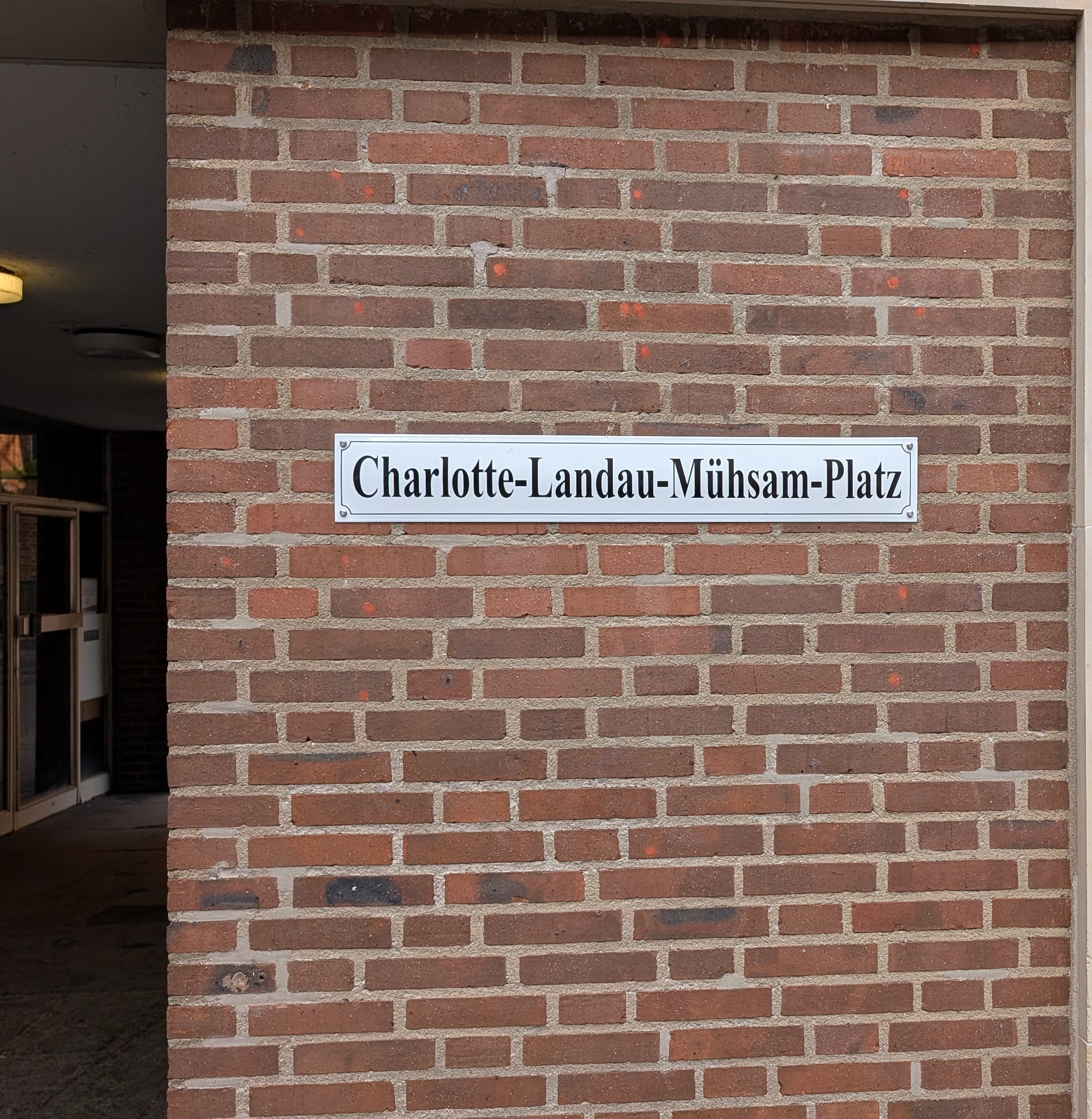
Schild Charlotte Landau-Mühsam Platz, ehemals Rathaushof (2025)

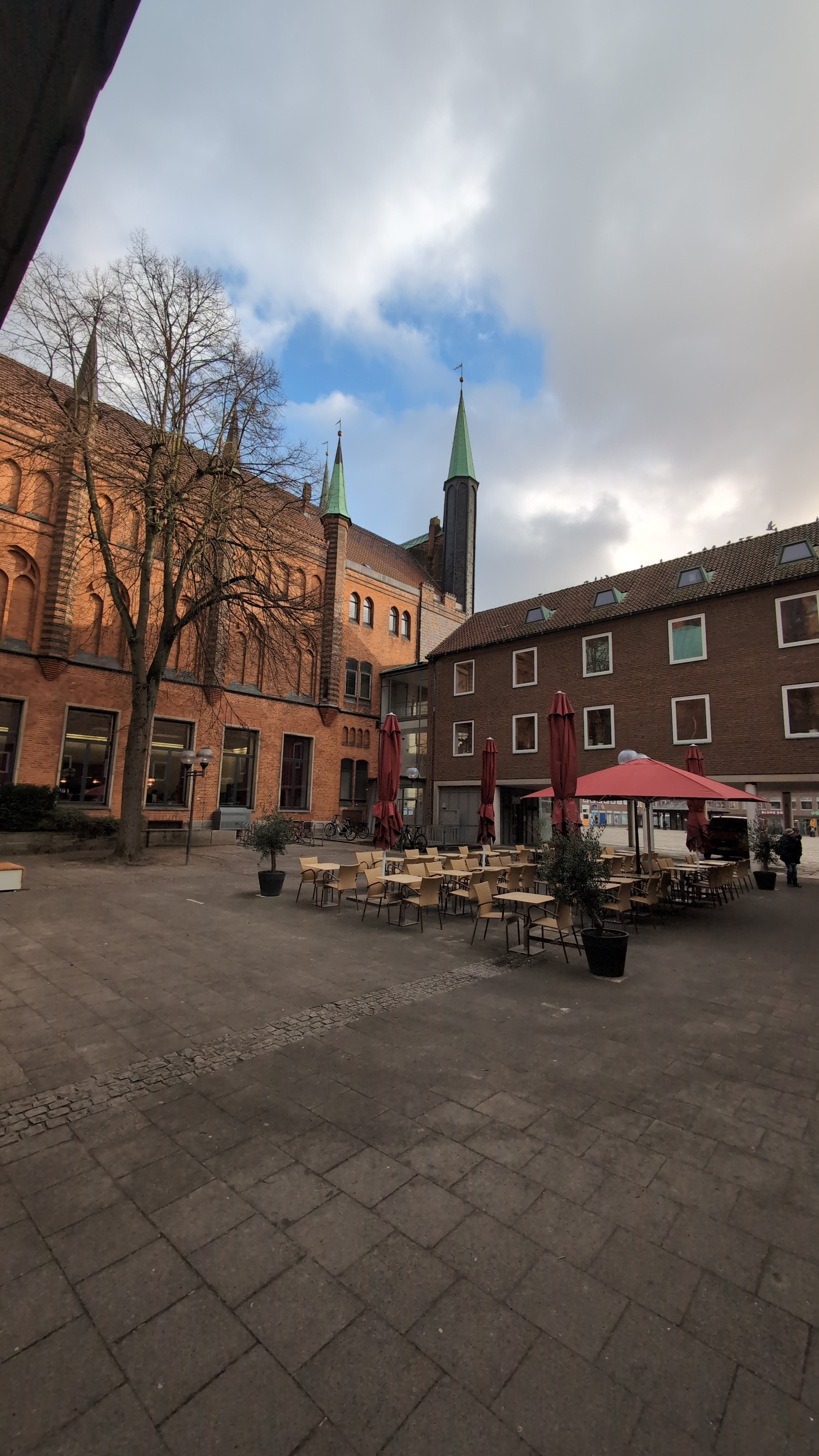
Charlotte Landau-Mühsam Platz

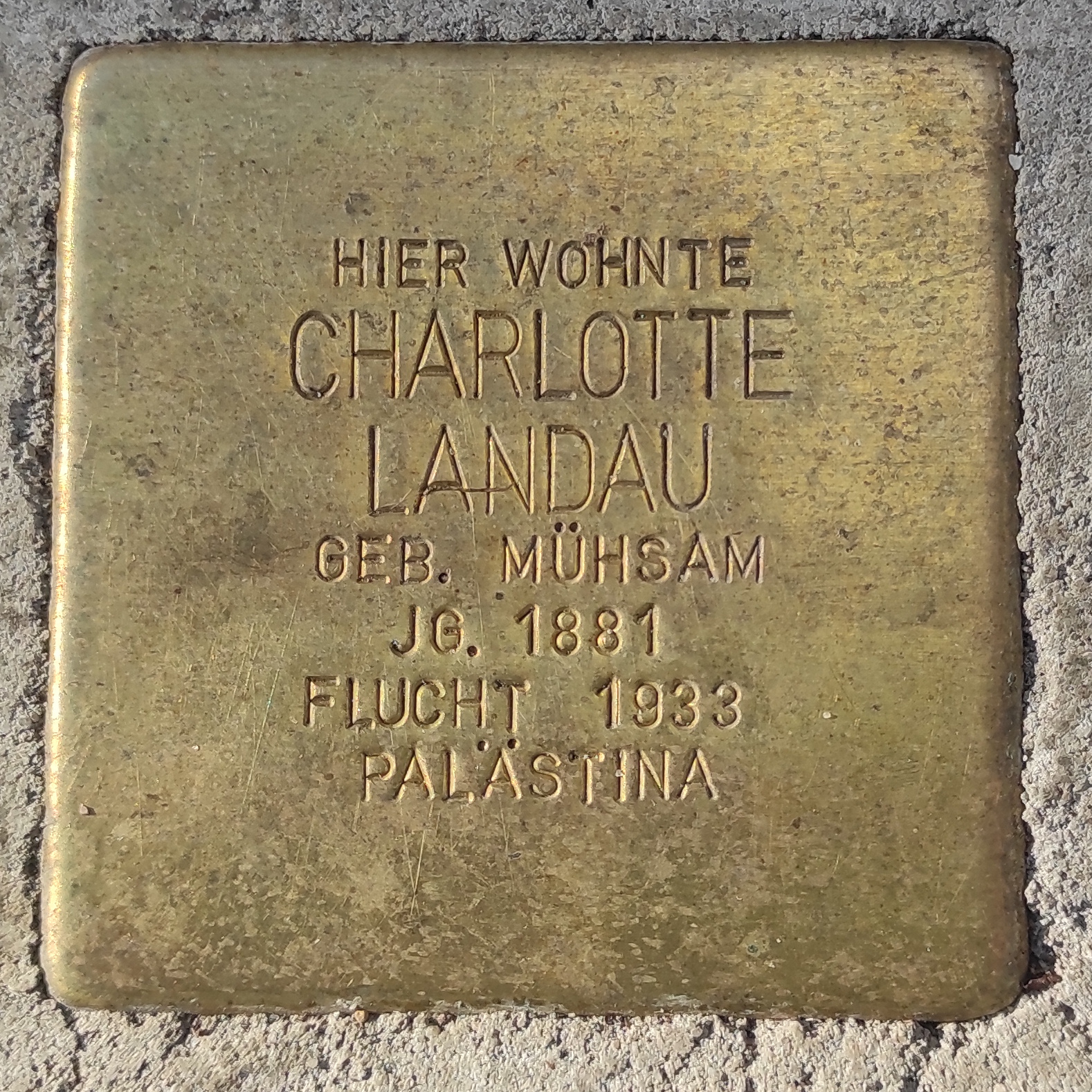
Stolperstein in Lübeck

Im September 2024 wurde der Lübecker Rathaushof in "Charlotte Landau-Mühsam-Platz" umbenannt, um ihr politisches und gesellschaftliches Wirken zu würdigen und anzuerkennen.
Vor dem Haus Kronsforder Allee Nr. 10 erinnert ein Stolperstein an sie.

## Werke
- Meine Erinnerungen (Schriften der Erich-Mühsam-Gesellschaft 34) BoD – Books on Demand, 2010 ISBN 9783931079437